# Cieszysław, Tỉnh West Pomeranian
Cieszysław ([t͡ɕeˈʂɨswaf], tiếng Đức: Augusthof) là một ngôi làng thuộc khu hành chính của Gmina Warnice, thuộc hạt Pyrzyce, West Pomeranian Voivodeship, ở phía tây bắc Ba Lan. Nó nằm khoảng 8 kilômét (5 mi) phía nam Warnice, 10 km (6 mi) phía đông bắc Pyrzyce và 38 km (24 mi) về phía đông nam của thủ đô khu vực Szczecin.